# Neohelota klapperichi
Neohelota klapperichi is een keversoort uit de familie Helotidae. De wetenschappelijke naam van de soort is voor het eerst geldig gepubliceerd in 1955 door Mader.